# 亨利七世 (巴伐利亞公爵)
巴伐利亞的亨利七世（德語：Heinrich VII. von Bayern，約1005年—1047年10月16日），盧森堡伯爵（稱亨利二世），1042年起兼任巴伐利亞公爵。

## 生平
1026年，伯父盧森堡伯爵亨利一世逝世，亨利繼承了其盧森堡伯爵的爵位，這包括成為特里爾的聖馬克西敏修道院和埃希特納赫的聖威利布洛德修道院的繼承人。但是巴伐利亞公國卻交給當時的神聖羅馬皇帝康拉德二世手上，由其授予他的兒子亨利（即後來的皇帝亨利三世），是為巴伐利亞公爵亨利六世。
1042年，已經成為皇帝的亨利三世將巴伐利亞公國封給亨利，成為巴伐利亞公爵亨利七世，以換取他抵抗阿爾帕德王朝的匈牙利國王奧鮑·薩穆埃爾的侵擾。1044年7月5日在孟索取得的輝煌勝利，導致匈牙利屈服於神聖羅馬帝國，並在匈牙利引入巴伐利亞法律，這主要歸功於巴伐利亞。就像亨利七世對巴伐利亞的短暫統治所證明的那樣光榮。1047年，亨利七世跟隨皇帝征討荷蘭伯爵德克四世時逝世，亨利七世被埋葬在特里爾的聖馬克西敏修道院。
亨利七世從未結婚，他的弟弟吉澤爾貝特在繼承他盧森堡伯爵爵位，而巴伐利亞公國則交回皇帝亨利三世手上，由皇帝於1049年將其封給埃佐家族的康拉德，康拉德當時為未有子嗣的亨利三世可能的繼承人之一。 